# Талгарський район
Талга́рський район (каз. Талғар ауданы, рос. Талгарский район) — адміністративна одиниця у складі Алматинської області Казахстану. Адміністративний центр — місто Талгар.

## Населення
Населення — 227344 особи (2021; 160531 у 2009, 126213 у 1999, 117412 у 1989).
Національний склад (станом на 2010 рік):
- казахи — 86010 осіб (54,80%)
- росіяни — 35753 особи (22,78%)
- уйгури — 17702 особи (11,28%)
- турки — 4693 особи (2,99%)
- азербайджанці — 3341 особа (2,13%)
- курди — 1394 особи (0,89%)
- татари — 1269 осіб (0,81%)
- німці — 1232 особи (0,79%)
- українці — 1215 осіб (0,77%)
- корейці — 869 осіб
- греки — 683 особи
- узбеки — 427 осіб
- поляки — 382 особи
- киргизи — 290 осіб
- чеченці — 250 осіб
- білоруси — 178 осіб
- дунгани — 63 особи
- інші — 1189 осіб

## Історія
Район був утворений 1969 року. 1998 року зі складу району була виключена територія площею 1786,10 км² разом із Шенгельдинським сільським округом у складі населених пунктів Шенгельди, Акозек, Сарибулак, Кербулак, Коскудик, Таскум, Кулантобе, Боктер та передана до складу Капчагайської міської адміністрації. 2023 року до складу Жетигенського сільського округу було включено територію площею 27,17 км² Кайнарського сільського округу, територію площею 86,19 км² Нуринського сільського округу, територію площею 7,17 км² Туздибастауського сільського округу Талгарського району.

## Склад
До складу району входять 10 сільських округів та 1 міська адміністрації:
| Поселення                        | Площа, км² | Населення, осіб (1989) | Населення, осіб (1999) | Населення, осіб (2009) | Населення, осіб (2021) | Центр       | Населені пункти |
| -------------------------------- | ---------- | ---------------------- | ---------------------- | ---------------------- | ---------------------- | ----------- | --------------- |
| Талгарська міська адміністрація  | -          | 43645                  | 43353                  | 45529                  | 63883                  | Талгар      | 1               |
| Алатауський сільський округ      | -          | 9815                   | 10530                  | 12726                  | 15982                  | Кизилкайрат | 9               |
| Бельбулацький сільський округ    | -          | 9660                   | 10884                  | 14905                  | 17867                  | Белбулак    | 3               |
| Бесагаський сільський округ      | -          | 6043                   | 9030                   | 15625                  | 16824                  | Бесагаш     | 2               |
| Бескайнарський сільський округ   | -          | 2194                   | 2033                   | 2120                   | 2961                   | Бескайнар   | 2               |
| Гульдалинський сільський округ   | -          | 5489                   | 6198                   | 8234                   | 11876                  | Гульдала    | 2               |
| Кайнарський сільський округ      | 114,97     | 3817                   | 4945                   | 8861                   | 12633                  | Єркін       | 10              |
| Кендалинський сільський округ    | -          | 3726                   | 5534                   | 10944                  | 22843                  | Кендала     | 4               |
| Нуринський сільський округ       | 105,25     | 8278                   | 7729                   | 8689                   | 9335                   | Нура        | 4               |
| Панфіловський сільський округ    | -          | 17022                  | 16795                  | 20321                  | 31447                  | Панфілово   | 7               |
| Туздибастауський сільський округ | 23,22      | 7723                   | 9182                   | 12577                  | 21693                  | Туздибастау | 1               |

## Найбільші населені пункти
Населені пункти з чисельністю населення понад 5000 осіб:
| №  | Населений пункт | Населення, осіб (1989) | Населення, осіб (1999) | Населення, осіб (2009) | Населення, осіб (2021) |
| -- | --------------- | ---------------------- | ---------------------- | ---------------------- | ---------------------- |
| 1  | Талгар          | 43645                  | 43353                  | 45529                  | 63883                  |
| 2  | Туздибастау     | 7723                   | 9182                   | 12577                  | 21693                  |
| 3  | Кендала         | 2002                   | 2816                   | 8474                   | 16878                  |
| 4  | Бесагаш         | 5909                   | 8857                   | 15458                  | 16632                  |
| 5  | Панфілово       | 7721                   | 7402                   | 9575                   | 13428                  |
| 6  | Белбулак        | 6420                   | 6657                   | 8510                   | 9127                   |
| 7  | Гульдала        | 4796                   | 5382                   | 7104                   | 9041                   |
| 8  | Жибек-жоли      | 3129                   | 3049                   | 3552                   | 8541                   |
| 9  | Кизилкайрат     | 4901                   | 5232                   | 6582                   | 8265                   |
| 10 | Талдибулак      | 2079                   | 2360                   | 3583                   | 5492                   |
| 11 | Нура            | 3822                   | 3864                   | 4327                   | 5488                   |